# 1273
- Wikisource

| Calendário gregoriano                                                        | 1273 MCCLXXIII                                       |
| Ab urbe condita                                                              | 2026                                                 |
| Calendário arménio                                                           | 722 – 723                                            |
| Calendário bahá'í                                                            | -571 – -570                                          |
| Calendário budista                                                           | 1817                                                 |
| Calendário chinês                                                            | 3969 – 3970 Início a 21 de janeiro (aproximadamente) |
| Calendário copta                                                             | 989 – 990                                            |
| Calendário etíope                                                            | 1265 – 1266                                          |
| Calendários hindus - Vikram Samvat - Calendário nacional indiano - Cáli Iuga | 1328 – 1329 1194 – 1195 4373 – 4374                  |
| Calendário Holoceno                                                          | 11273                                                |
| Calendário islâmico                                                          | 671 – 672                                            |
| Calendário judaico                                                           | 5033 – 5034                                          |
| Calendário persa                                                             | 651 – 652                                            |
| Calendário rúnico                                                            | 1523                                                 |
| Calendário solar tailandês                                                   | 1816                                                 |

1273 (MCCLXXIII na numeração romana) foi um ano comum do século XIII do Calendário Juliano, da Era de Cristo, a sua letra dominical foi A (52 semanas), teve início a um domingo e terminou também a um domingo.
| Ano completo                    |
| ------------------------------- |
| Ano comum com início ao domingo |

## Eventos
- Fundação da cidade de Montalegre, em Portugal.
- Os Habsburgo passam a ser a nova dinastia do Sacro Império Romano-Germânico, que reinará até à dissolução do império no século XIX.
- Maomé II torna-se o segundo sultão do Reino Nacérida de Granada, sucedendo ao seu pai Maomé I; reinará até 1302.

## Mortes
- 20 de janeiro — Maomé I, fundador do do Reino Nacérida de Granada (n. 1194).